# Hướng Tá
Hướng Triển Bình (tiếng Trung: 向展平, tiếng Anh: Jacky Heung Chin-ping), thường được biết đến với nghệ danh Hướng Tá (tiếng Trung: 向佐, tiếng Anh: Jacky Heung Cho, sinh ngày 20 tháng 7 năm 1984), là một nam diễn viên người Hồng Kông. Là con trai của Hướng Hoa Cường và Trần Lam, anh nổi tiếng qua các vai diễn phụ và quần chúng.

## Danh sách phim
| Năm  | Tên                  | Vai diễn                  | Ghi chú          |
| ---- | -------------------- | ------------------------- | ---------------- |
| 2006 | Fearless             | Cháu ngoại của Tần sư phụ |                  |
| 2007 | The Warlords         | Tên cướp                  |                  |
| 2008 | Fatal Move           | Quách Tử Hanh             |                  |
| 2009 | Push                 | Pop Boy #2                |                  |
| 2009 | Poker King           | David Lin                 |                  |
| 2010 | True Legend          |                           |                  |
| 2010 | 72 khách trọ         | Nhân viên bán điện thoại  |                  |
| 2010 | Ex                   |                           |                  |
| 2010 | Thiết mã tầm kiều    | Vinh Vạn Quân             | Phim truyền hình |
| 2010 | Lover's Discourse    | Paul                      |                  |
| 2011 | 4 in Love            | Lương Bảo Tình            |                  |
| 2016 | Đổ thành phong vân 3 | Long Thập Ngũ             |                  |
| 2016 | League of Gods       | Lôi Chấn Tử               |                  |
| 2017 | Dragon Force         |                           |                  |
| 2017 | GSD                  |                           |                  |